# Arctosoma nigripalpes
Arctosoma nigripalpes är en tvåvingeart som beskrevs av Aldrich 1934. Arctosoma nigripalpes ingår i släktet Arctosoma och familjen parasitflugor. Inga underarter finns listade.